# Rhizoproctus exhaustus
Rhizoproctus exhaustus är en skalbaggsart som beskrevs av Hermann Julius Kolbe 1914. Rhizoproctus exhaustus ingår i släktet Rhizoproctus och familjen Melolonthidae. Inga underarter finns listade i Catalogue of Life.